# Aeródromo de Estancia Presidencial de Anchorena
El aeródromo de Estancia Presidencial de Anchorena (OACI: SUAN) es un aeródromo público uruguayo que sirve al parque nacional Aarón de Anchorena y la residencia presidencial en la barra de San Juan en el departamento de Colonia. El aeródromo está localizado al este del río San Juan y a dos kilómetros de su confluencia con el estuario del río de la Plata.

## Información técnica
El aeródromo tiene una pista de aterrizaje de césped que mide 1.165 metros en longitud.
El VOR-DME de San Fernando (Ident: FDO) está localizado a 60 kilómetros al oeste-suroeste del aeropuerto. La baliza no direccional de Colonia (Ident: COL) está localizada a 27 kilómetros al sureste del aeropuerto.
El espacio aéreo sobre la propiedad presidencial está restringida.